# Mama Quilla
Mama Quilla o Killari (en quechua: Mama Killa, a partir de mama "madre" y killa "luna", "Madre Luna")es la diosa lunar, el tercer poder en la mitología y religión inca, y la antepasada mitológica de los fundadores y soberanos del imperio incaico. Estaba casada con su hermano menor, Inti, el dios solar, con quien compartía una igualdad de rango en el Hanan Pacha. Mientras a él se le representaba con la forma de un elipsoide de oro frecuentemente con rayos, ella tenía la forma ritual de un disco de plata.  
Madre del firmamento, Mama Quilla fue muy importante para el calendario inca porque marcaba las épocas de las cosechas. También supervisaba los ciclos menstruales y los matrimonios de las mujeres, quienes formaban el núcleo de sus fieles seguidoras, ya que nadie mejor que la diosa podía comprender sus deseos y temores, y darles el amparo buscado. 

## Etimología
Es posible que la palabra quilla sea un préstamo del idioma puquina que explique por qué los idiomas genéticamente no relacionados como el quechua, el aimara y el mapuche tienen palabras similares para la Luna. Las similitudes no solo son lingüísticas, sino también simbólicas, ya que en la cosmología mapuche y andina central, la Luna (Quilla / Cuyen) y el Sol (Inti / Antu) son esposos.

## Mitología
En las tradiciones más extendidas, Mama Quilla es considerada hija de Viracocha, el dios creador, y de Mama Cocha, la diosa de las aguas, aunque en un mito diferente, es la hija de la diosa de la Tierra Pachamama. Se casó con su hermano menor, Inti, el dios solar, con quien tuvo dos hijos: Manco Cápac, el primer Inca, y Mama Ocllo, la primera Coya.Se creía que la familia real sus descendientes, por lo que recibían un tratamiento de dioses, los objetos que tocaba eran considerados sagrados, y era frecuente el matrimonio entre hermanos para mantener la pureza de la sangre divina. Después de que Ichma, nominal del Imperio Chimú, se unió al imperio incaico, también se convirtió en madre de su deidad y oráculo Pachacámac.Las Estrellas (Coyllur) eran las compañeras incansables de Mama Quilla en sus viajes en el espacio y se ubicaban junto a la Luna.
Mama Quilla fue generalmente la tercera deidad en el panteón inca, después de Inti e Illapa (dios del trueno), pero algunas comunidades costeras, como los Chimú, la consideraban incluso más importante que el mismo Inti. Era conocida como "Madre Luna" y era generalmente considerada una deidad benévola.Según Bernabé Cobo, quien relató en crónicas a mediados del siglo XVI, la Luna era adorada por "su admirable belleza" y los "beneficios que otorga al mundo".Era muy importante para calcular el paso del tiempo y el calendario, porque muchos rituales se basaban en el calendario lunar y se ajustaban para que coincidieran con el año solar. También supervisó los ciclos menstruales y los matrimonios, y fue considerada la defensora de las mujeres y del mundo femenino.
Encantado por su belleza y benevolencia, un zorro se enamoró profundamente de Mama Quilla, pero cuando él se elevó hacia el cielo, ella lo apretó contra su cuerpo, produciendo los parches. Los incas temían los eclipses lunares ya que creían que durante el eclipse, un animal salvaje (posiblemente un puma o una serpiente) estaba atacando a Mama Quilla. En consecuencia, intentarían ahuyentar al animal arrojando armas, gesticulando y haciendo el mayor ruido posible. Creían que si el animal lograba su objetivo, entonces el mundo quedaría en la oscuridad. Esta tradición continuó después de que los Incas fuesen convertidos al catolicismo por los conquistadores, que los españoles utilizaron para su beneficio. Los indígenas mostraron gran respeto por los españoles cuando descubrieron que podían predecir cuándo ocurrirían los eclipses.
Existe una leyenda en la que Illapa guardaba agua que sacaba de la Vía Láctea en un urpu y se lo entregaba a Mama Quilla, a quien consideraba su hermana, para que la cuidase. Al llenarse dicho urpu, Illapa lanzaba un proyectil de su huaraca al aríbalo, produciendo un estruendo que provocaría el trueno, el rayo vendría a ser las chispas producidas por el impacto y finalmente la salida del agua sería la lluvia.

## Culto
Mama Quilla tenía su propio templo en la capital del Imperio, Cusco, atendido por dedicadas sacerdotisas.Fue imaginada como una hermosa mujer que lloraba lágrimas de plata, metal asociado a la Luna, y sus imágenes siempre incluían un disco plateado que cubría toda una pared.
En el décimo mes del calendario inca Coya Raymi (septiembre), se llevaba a cabo una celebración en su honor, una fiesta femenina.